# (2023) Asaph
(2023) Asaph (1952 SA) ist ein Asteroid des Hauptgürtels, der am 16. September 1952 am Goethe-Link-Observatorium im Rahmen des Indiana Asteroid Program, das vom US-amerikanischen Astronomen Frank K. Edmondson initiiert wurde, entdeckt wurde.

## Benennung
Der Asteroid wurde, wie schon der Mondkrater Hall, nach dem US-amerikanischen Astronomen Asaph Hall (1829–1907) benannt, der unter anderem die Marsmonde Phobos und Deimos entdeckte (beide 1877).